# Ombudsman
Ombudsman (szw. „rzecznik”) – niezależny urzędnik, powiązany z parlamentem, do którego można odwoływać się w sprawach naruszania praw i wolności jednostki po wyczerpaniu samodzielnych możliwości prawnych.

## Geneza
Powołany po raz pierwszy w Szwecji w 1809 roku jako kanclerz sprawiedliwości. Jego podstawową kompetencją było kontrolowanie działania administracji. W XIX w. osłabienie pozycji monarchy na rzecz parlamentu wzmocniło rolę ombudsmana w Szwecji.
Szwecja była jedynym krajem posiadającym ombudsmana do 1919 roku, kiedy urząd ten został wprowadzony w Finlandii. W latach 50. XX wieku ombudsmana wprowadzono w Danii. W RFN powołano pełnomocnika Bundestagu do spraw wojskowych (nie jest to klasyczny Ombudsman). W latach 60. XX wieku nastąpił gwałtowny rozwój tej instytucji w krajach demokratycznych. Konstytucja Hiszpanii z 1978 wprowadziła instytucję „Obrońcy Ludu” (Defensor del pueblo).
W Polsce podobna instytucja zaistniała w roku 1987, za czasów PRL – wówczas na ten urząd została powołana Ewa Łętowska (pierwszy Rzecznik Praw Obywatelskich). Działalność Rzecznika reguluje Konstytucja RP z 1997 (art. 208–212) i Ustawa z dnia 15 lipca 1987 roku o Rzeczniku Praw Obywatelskich.
Czechy powołały Ombudsmana w 1999 roku, a Słowacja w 2001.

## Cechy urzędu
Jest to samodzielny organ państwowy oddzielony wyraźnie od administracji i sądownictwa, powiązany z parlamentem poprzez sposób powoływania oraz kontrolną funkcję parlamentu.
Wysłuchuje skarg obywateli na nieprawidłowe działanie administracji i podejmuje działania w celu ich wyeliminowania. Informuje parlament o stanie praworządności w działaniu administracji. Na podstawie różnego typu informacji, także powziętych samodzielnie, może podjąć działania z własnej inicjatywy, nie tylko na wniosek pokrzywdzonego. Kontakt obywateli z ombudsmanem jest stosunkowo mało sformalizowany.